# Шатрово (Вологодская область)
Шатрово — деревня в Великоустюгском районе Вологодской области.
Входит в состав Юдинского сельского поселения, с точки зрения административно-территориального деления — в Юдинский сельсовет.
Расстояние по автодороге до районного центра Великого Устюга — 3,6 км, до центра муниципального образования Юдино — 5 км. Ближайшие населённые пункты — Юдино, Аксеново, Петровская, Коробово, Галкино, Сереброво, Стрига, Никулино, Нокшино, Пазухи.
По переписи 2002 года население — 16 человек.